# Pavlovien
Het Pavlovien is de lokale benaming voor het laatpaleolithische Gravettien in Moravië, Slowakije en het noorden van Oostenrijk (±29.000-25.000 BP).
De naam is afgeleid van de Pavlov-site bij het dorp Pavlov, op een helling van de Pavlov-heuvels bij Dolní Věstonice in Zuid-Moravië. De site werd in 1952 opgegraven door de Tsjechoslowaakse archeoloog Bohuslav Klima. Een andere belangrijke Pavlovien-locatie is Předmostí, nu een deel van de stad Přerov. 
De cultuur gebruikte een geavanceerde stenen tijdperk-technologie waardoor het kon overleven in de toendra aan de rand van de ijskappen op het hoogtepunt van de laatste ijstijd. De economie was voornamelijk gebaseerd op de jacht op mammoeten, die een overvloed aan vlees, vet voor brandstof, huiden voor tenten, en grote botten en slagtanden als bouwmateriaal voor de winterkampen leverden.
Opgravingen leverden vuurstenen werktuigen, bladvormige klingen, gepolijste en doorboorde stenen voorwerpen, benen speerpunten, naalden, graafwerktuigen, fluiten, benen ornamenten, doorboorde dierlijke tanden en schelpen. Kunstzinnige en religieuze vondsten omvatten snijwerken uit been en beeldjes van mensen en dieren uit mammoetslagtand, steen en gebakken klei. Textielindrukken in natte klei leveren het oudste bewijs van het bestaan van de weefkunst.
De term Pavlovien werd in 1959 door Henri Delporte bedacht, na het bestuderen van de uitgebreide inventaris aan benen artefacten uit Pavlov. De term wordt sindsdien door sommige archeologen gebruikt voor sites in Moravië, Neder-Oostenrijk en Slowakije. Andere auteurs gebruiken ook voor deze sites de term Gravettien, om de in wezen grote eenheid van deze archeologische cultuur aan te geven.

## Belangrijke vindplaatsen
- Aggsbach in Neder-Oostenrijk
- Dolní Věstonice, Moravië (zie ook: Venus van Dolní Věstonice)
- Kamegg bij Gars am Kamp, Neder-Oostenrijk
- Moravany nad Váhom, Slowakije, (zie ook: Venus van Moravany)
- Pavlov, Moravië
- Krems-Wachtberg bij Krems an der Donau, Neder-Oostenrijk
- Willendorf in der Wachau, Neder-Oostenrijk (zie ook: Venus van Willendorf)